# Робот-поліцейський (фільм)
«Робокоп» (англ. RoboCop) — американський фантастичний бойовик режисера Пола Верховена 1987-го року. Започаткував однойменну франшизу, яка містить фільми-продовження, телесеріал, міні-серіал, відеоігри та комікси. В 2014 році вийшов ремейк.

## Сюжет
В Детройті майбутнього набула величезного розгулу злочинність, а саме місто опинилося у фінансовій кризі. Міський уряд укладає контракт з корпорацією Omni Consumer Products (OCP), яка зобов'язується працевлаштувати жителів. OCP планує побудувати в Детройті сучасний квартал під назвою Дельта-Сіті, але почати цей проєкт OCP не може через кримінальну обстановку. Паралельно у випусках новин показується світ майбутнього, сповнений конфліктів і техногенних катастроф.
На зустрічі керівництва OCP віце-президент Дік Джонс відрекомендовує новий засіб охорони правопорядку: крокуючого робота ED-209. Однак на демонстрації, коли молодший керівник Кінні виступає в ролі «злочинця», ED-209 виходить з ладу, не реагуючи на покладену зброю і підняті руки. Робот розстрілює його, після чого Боб Мортон, інший молодий керівник, пропонує голові OCP свою, більш прийнятну програму «Робокоп». Дік Джонс з цього приводу починає ненавидіти Мортона.
На черговому завданні поліціянти Алекс Мерфі і Енн Льюїс наздоганяють злочинців у фургоні. Бандити зі своїм ватажком Кларенсом Боддікером ховаються на покинутому сталеливарному заводі, де Мерфі потрапляє в пастку. Його розстрілюють, завершивши справу пострілом в голову. Врятувати життя Мерфі не вдається, його офіційно визнають мертвим, а тіло передають в програму «Робокоп». Замінивши пошкоджені органи протезами та одягнувши в куленепробивні обладунки, Робокопа, котрий став фактично роботом з людським мозком замість процесора, відправляють боротися зі злочинністю. Робокоп патрулює місто і виявляється надзвичайно оперативним і точним. Мортон отримує підвищення до віце-президентства в OCP, але Дік Джонс наймає Боддікера, щоб убити Мортона в його ж будинку.
Виконуючи свою роботу, Робокоп впізнає деякі деталі, зокрема згадує Енн, що пробуджує в його мозку інші спогади. Це викликає тимчасові напади, коли Робокоп не може себе контролювати. Врешті він самовільно входить в базу даних, де натрапляє на запис про смерть Алекса Мерфі і підозрюваних в його вбивстві. Робокоп вирушає в місто та знаходить Боддікера на заводі з очищення кокаїну. Коли Робокоп перемагає всіх бандитів на заводі, Боддікер зізнається, що працює на Діка Джонса. Він вривається в штаб-квартиру OCP, але виявляє, що не може заарештувати Джонса чи навіть навести на нього зброю через вшиту в свою машинну частину Директиву № 4, яка забороняє арешт будь-якого старшого керівника OCP. Джонс наказує спецпризначенцям і ED-209 знищити Робокопа. Той отримує сильні пошкодження і тікає, на вулиці його рятує Енн Льюїс, забираючи на автомобілі.
Енн на покинутому заводі ремонтує Робокопа, а той своєю мовою показує, що є більше людиною, ніж роботом. Дік Джонс за допомогою своїх зв'язків звільнює Боддікера з в'язниці і наказує йому знищити Робокопа, обіцяючи зробити його головою організованої злочинності Дельта-Сіті. Поліція в цей час виходить на страйк. Користуючись цим, банда Боддікера, отримавши від Джонса новітнє озброєння, вчиняє в місті безлад та вирушає знищити Робокопа. Прибувши на завод, бандити один за одним гинуть від рук Робокопа, а Боддікера він вбиває гострим роз'ємом. В сутичці Робокоп отримує ушкодження, а Льюїс серйозні поранення.
Робокоп приїздить в корпорацію OCP і демонструє докази злочинів Джонса раді директорів OCP. Голова OCP оголошує, що Дік Джонс звільнений і цим дає Робокопу право розстріляти злочинця, відмінивши Директиву № 4. Джонс випадає через вікно і розбивається. Коли голова OCP запитує Робокопа як його звуть, той відповідає: «Мерфі».

## У ролях
| Актор           | Роль                             |
| --------------- | -------------------------------- |
| Пітер Веллер    | офіцер Алекс Дж. Мерфі / Робокоп |
| Ненсі Аллен     | офіцер Енн Льюїс                 |
| Ден О'Херліхі   | старий                           |
| Ронні Кокс      | Дік Джонс                        |
| Кертвуд Сміт    | Кларенс Дж. Боддікер             |
| Мігель Феррер   | Боб Мортон                       |
| Роберт Дукуй    | сержант Воррен Рід               |
| Рей Вайз        | Леон С. Неш                      |
| Фелтон Перрі    | Джонсон                          |
| Пол МакКрейн    | Еміль М. Антоновскі              |
| Джессі Д. Гойнс | Джо П. Кокс                      |
| Дель Замора     | Каплан                           |
| Келвін Джанг    | Стів Мін                         |
| Рік Ліберман    | Волкер                           |
| Лі де Брукс     | Сел                              |
| Марк Карлтон    | Рон Міллер                       |
| Едвард Едвардс  | Менсон                           |
| Майкл Грегорі   | лейтенант Хеджекок               |
| Фредді Хайс     | Боббі                            |
| Ніл Саммерс     | Дуг                              |
| Джин Воланд     | в'язень                          |
| Грегорі Пудевін | юрист Слімі                      |
| Чарльз Керрол   | поручитель під заставу           |
| Кевін Пейдж     | Кінні                            |
| Іоланда Вільямс | Рамірес                          |
| Тайріз Аллен    | Starkweather                     |
| Джон С. Дейвіс  | Chessman                         |
| Лейрд Стюарт    | Сесіл клерк                      |
| Стівен Беррьє   | Рузвельт                         |
| Сейдж Паркер    | Тайлер                           |
| Карен Редкліфф  | технік 1                         |
| Дерріл Кокс     | технік 2                         |
| Джеррі Хейнс    | доктор Макнамара                 |

| Актор               | Роль                        |
| ------------------- | --------------------------- |
| Вільям Шоклі        | Creep                       |
| Донна Кіген         | жертва зґвалтування         |
| Майк Морофф         | наркоман                    |
| Марджорі Рінірсон   | жінка у магазині            |
| Джо Лівінгстон      | чоловік у магазині          |
| Джоан Піркл         | Барбара                     |
| Дайан Робін         | Чандра                      |
| Едріенн Сакс        | Тоуні                       |
| Маартен Гослінс     | продавець                   |
| Енджи Боллінг       | Елен Мерфі                  |
| Джейсон Лівайн      | Джиммі Мерфі                |
| С.Д. Немет          | Біксбі Снайдер              |
| Білл Фармер         | Джастін Баллард-Воткінс     |
| Майкл Хантер        | Пітер домовласник           |
| Спенсер Прокоп      | оператор АЗС                |
| Дебра Зек           | медсестра                   |
| Л.ДЖ. Кінг          | лікар швидкої допомоги      |
| Девід Пекер         | лікар швидкої допомоги      |
| Ліза Гіббонс        | Джессі Перкінс              |
| Маріо Мачадо        | Кейсі Вонг                  |
| Дон «Текс» Кларк    | адміністратор зали засідань |
| Гілберт Б. Комбс    | стрілець Села               |
| Джон Девісон        | ED-209 (озвучка)            |
| Джеймс Філд         | молодший адміністратор      |
| Аллан Граф          | особистий охоронець Села    |
| Енді Грей           |                             |
| Кеті Гріффін        | молода дівчина              |
| Гаррі Джонсон       | тато у рекламі гри          |
| Рендолл Олівер      | спецпризначенець            |
| Скотт Слігар        | спецпризначенець            |
| Джим Стаскел        | Ківа Розенберг              |
| Пол Верховен        | танцюрист на дискотеці      |
| Марк Едвард Волтерс | хлопець на вулиці           |

## Українське закадрове озвучення
- Старе багатоголосе закадрове озвучення студії «Так Треба Продакшн» на замовлення телекомпанії «Інтер» (2005). Ролі озвучували: Анатолій Зіновенко, Олег Стальчук, Володимир Терещук та Олена Бліннікова.
- Нове багатоголосе закадрове озвучення студії «Так Треба Продакшн» на замовлення телекомпанії «ICTV» (2013). Ролі озвучували: Анатолій Пашнін, Євген Пашин, Олег Стальчук та Світлана Шекера.

## Зйомки
Персонажа Робокопа придумали режисер Майкл Майнер і Едвард Ноймайєр, натхненний коміксами. Сама ідея Робота-поліцейського спала на думку Едварду Ноймаєру, коли він проходив повз знімальний майданчик фільму «Той, що біжить по лезу». З проєктом фільму вони шукали готових взятися за зйомки, врешті зупинившись на Orion Pictures. Першим кандидатом на постановку був Джонатан Каплан, але він віддав перевагу зняти фантастичну комедію з Метью Бродеріком «Проєкт Ікс» (1987). Після цього зняти фільм пропонували режисерові Монте Хеллману, проте продюсери вирішили не довіряти йому дорогий бойовик, яким мав бути «Робокоп».
Коли сценарій показали Полу Верховену, за легендою, він викинув його, не дочитавши, проте дружина Пола переконала його взятися за проєкт. Зйомки почалися 6 серпня 1986 року, і тривали до 20 жовтня. Персонал мало знав Верховена і чимало людей на початках вважали «Робокопа» другосортним фільмом.
На головну роль розглядалися кандидатури Арнольда Шварценеггера, Рутгера Гауера, Майкла Айронсайда, проте вибір зупинився на Пітері Веллері, який міг вміститися в спроєктовані обладунки Робокопа. Дизайн Робокопа розробив Роб Боттін. Він створив кілька повнорозмірних скульптур костюма впродовж кількох місяців, поступово наближаючись до фінального варіанту, затвердженого Верховеном. Окрім того була виготовлена скульптура Пітера Веллера з оргскла для примірки деталей костюма.
Костюм Робокопа складався з шару прогумованого матеріалу, поверх нього надягали ремені, що кріпили обладунки. Обладунки складалися з оргскла, пофарбованого в металічний колір. На перше повне переодягання в Робокопа Веллер затратив 11 годин. Актору знадобилося кілька днів, аби звикнутися з обладунками. До того ж на зйомках стояла висока температура, через що актор втрачав вагу. Оскільки знімати й одягати костюм було довго, під його гумовий шар в перервах подавалося повітря через шланги. Також виявилася інша проблема — Робокоп не вміщався в автомобілі, тож у фільмі показано лише як він або сідає або виходить з авто. Для необхідних зйомок в автомобілі доводилося знімати нижню частину обладунків. Щоб надати голові актора потрібного вигляду, одягалася облягаюча шапка. Додаткове гримування займало понад 6 годин.
Верховен вважав, що показувати постріли, не показуючи рани від них — неправильно. Для кривавих сцен застосовувалися вибухові пакетики з червоною фарбою, які через приховані дроти підривали асистенти-піротехніки. На акторах також містилися захисні жилети, щоб вибухи не травмували їх. Додатково були створені муляжі кінцівок, обладнані трубками для фарби і стиснутого повітря, щоб зобразити фонтанування крові. У сцені вбивства Мерфі використовувалася маріонетка, що мала порохові заряди і вібруючий механізм. Сцени з розкладанням бандита під дією токсичних відходів наприкінці фільму також створювалися зйомками маріонетки, наповненої помиями.
Створенням образу Детройту майбутнього займався художник Рокко Джоффрі, вже відомий за роботами над іншими науково-фантастичними кінострічками. За основу для будівлі корпорації OCP було взято будівлю муніципалітету в Далласі. Поліцейськими автомобілями послужили перероблені Форди «Таурус». «Комп'ютер» в якому Робокоп шукав дані злочинців насправді був телефонним комутатором компанії Northern Telecom. Автоматичний пістолет головного героя був модифікованим Beretta M93R з підсилювачем. Сцена падіння Діка Джонса у фіналі створювалася за допомогою маріонетки Діка і покадрової зйомки.
Образ робота ED 209 створив аніматор Крег Дейвіс. На зйомках застосовувалася повнорозмірна нерухома модель зроблена з оргскла, пінопласту і пластмаси, а також кілька рухомих мініатюр Філа Тіппетта. Всього для фільму було знято понад 50 сцен з ED 209. Рух робота знімався покадрово на плівку з прозорим фоном і накладався на кіноплівку із відзнятими інтер'єрами та персонажами. В низці сцен моделі доводилося розбирати для досягнення потрібної видовищності. Постріли зброї робота насправді були накладеними фотоспалахами. Озвучував робота продюсер Джон Девісон.
На попередніх закритих показах глядачі схвалили фільм, в тому числі й поліція Детройта.

## Цікаві факти
- Режисер фільму Пол Верховен знявся в епізодичній ролі-камео в сцені арешту Леона.
- У рекламному ролику картини була використана музика з «Термінатора» (1984).
- В кінці фільму Робот-поліцейський йде по воді. За словами Верховена, він таким чином хотів представити футуристичний образ Христа.
- Дві сцени були заплановані за сценарієм, але так і не зняті. Перша — сцена відвідування Робокопом своєї могили. Друга — довга автомобільна гонитва, яка приводить персонажів на сталеливарний завод, де Робокоп знімає шолом.
- У фільмі в сукупності вбито 30 осіб.
- У цілодобовому магазині людина вибирає комікс «Залізна людина» («Iron Man»).
- Режисерська версія фільму має хронометраж 103 хвилини.
- Основа костюма робота-поліцейського взята з японського серіалу «Space Sheriff Gavan» 1982 року.

## Саундтрек
| Список треків | Список треків                    | Список треків |
| #             | Назва                            | Тривалість    |
| ------------- | -------------------------------- | ------------- |
| 1.            | «Main Title»                     | 0:40          |
| 2.            | «Van Chase»                      | 4:51          |
| 3.            | «Murphy's Death»                 | 2:38          |
| 4.            | «Rock Shop»                      | 3:42          |
| 5.            | «Home»                           | 4:15          |
| 6.            | «Robo Vs. ED-209»                | 2:07          |
| 7.            | «The Dream»                      | 3:07          |
| 8.            | «Across The Board»               | 1:49          |
| 9.            | «Betrayal»                       | 2:18          |
| 10.           | «Clarence Frags Bob»             | 1:43          |
| 11.           | «Robo Tips His Hat»              | 3:12          |
| 12.           | «Drive To Jones' Office»         | 2:10          |
| 13.           | «We Killed You»                  | 1:47          |
| 14.           | «Directive IV/Robo Tips His Hat» | 1:45          |
| 15.           | «Showdown»                       | 5:15          |
| 41:19         |                                  |               |